# Gunn-Rita Dahle Flesjå
Gunn-Rita Dahle Flesjå (* 10. Februar 1973 in Stavanger als Gunn-Rita Dahle) ist eine norwegische Mountainbikerin. Sie gilt als eine der erfolgreichsten Radrennfahrerinnen im Mountainbikesport.

## Sportliche Laufbahn
Gunn-Rita Dahle Flesjå wuchs in Bjørheimsbygd, Gemeinde Strand, östlich von Stavanger auf. 1995 wurde sie erstmals nationale Meisterin auf dem Mountainbike im Cross Country, 1996 gewann sie ihr erstes Weltcup-Rennen.
Dahle Flesjå ist in allen Ausdauerdisziplinen des Cross-Country erfolgreich: Olympisches Cross-Country XCO, MTB-Marathon XCM und Cross-Country-Etappenrennen XCS. Nach einem Leistungstief um die Jahrtausendwende errang sie im Jahr 2002 ihre ersten internationalen Titel, als sie Welt- und Europameisterin im XCO wurde. Es folgten bis 2018 insgesamt 3 Weltmeistertitel und 5 Europameistertitel im XCO und 6 Welt- und 2 Europameistertitel im Marathon. Im UCI-Mountainbike-Weltcup erzielte Dahle Flesjå 30 Einzelsiege im XCO und gewann von 2003 bis 2006 viermal die Gesamtwertung im Cross-Country.
Fünfmal startete Dahle Flesjå bei Olympischen Spielen: Olympischen Spielen 2004 in Athen errang sie die Goldmedaille im Cross Country, nach dem sie acht Jahre zuvor, 1996 in Atlanta den vierten Platz belegt hatte. 2016 belegte sie den zehnten Platz. 2008 und 2012 konnte sie die Rennen nicht beenden.
In den Jahren 2004 bis 2006 war Dahle Flesjå die weltbeste Cross-Country-Fahrerin: sie gewann in allen drei Jahren die WM-Titel im XCO und im Marathon, einen EM-Titel und den Gesamtweltcup im Cross-Country. Die Saison 2004 krönte sie durch die olympische Goldmedaille.
Nach der Geburt ihres Sohnes im März 2009 war Dahle Flesjå nicht mehr so überlegen wie zuvor, konnte aber weiterhin eine Reihe nationaler und internationaler Titel erringen. 2018 gewann sie im Alter von 45 Jahren noch einmal einen Einzelsieg im Cross-Country-Weltcup. Ende 2018 gab Dahle Flesjå bekannt, dass sie zukünftig nicht mehr im XCO an den Start gehen wird, aber an Marathon-Rennen weiter teilnehmen wird.

## Ehrungen
Gunn-Rita Dahle wurde mit der Aufnahme in die Hall of Fame des europäischen Radsportverbandes Union Européenne de Cyclisme geehrt. Sie ist Athletenbotschafterin der Entwicklungshilfeorganisation Right to Play. 2004 wurde sie mit der Aftenposten-Goldmedaille ausgezeichnet.

## Erfolge
| 1995 - – Cross Country (XCO) 1997 - – Cross Country (XCO) 1998 - – Cross Country (XCO) - Skandinavische Meisterschaften – Cross Country (XCO) 1999 - – Cross Country (XCO) 2001 - – Cross Country (XCO) 2002 - Weltmeisterin – Cross Country (XCO) - Europameisterin – Cross Country (XCO) 2003 - Europameisterin – Cross Country (XCO) - Gesamtwertung UCI-Mountainbike-Weltcup – Cross Country (XCO) 2004 - Weltmeisterin – Marathon - Olympiasiegerin – Cross Country (XCO) - Weltmeisterin – Cross Country (XCO) - Europameisterin – Cross Country (XCO) - Gesamtwertung UCI-Mountainbike-Weltcup – Cross Country (XCO) | 2005 - Weltmeisterin – Marathon - Weltmeisterin – Cross Country (XCO) - Europameisterin – Cross Country (XCO) - Gesamtwertung UCI-Mountainbike-Weltcup – Cross Country (XCO) 2006 - Weltmeisterin – Cross Country (XCO) - Weltmeisterin – Marathon (XCM) - Europameisterin – Marathon (XCM) - Gesamtwertung UCI-Mountainbike-Weltcup – Cross Country (XCO) 2007 - Europameisterin – Cross Country (XCO) 2008 - Weltmeisterin – Marathon (XCM) 2009 - Europameisterin – Marathon (XCM) - – Cross Country (XCO) 2011 - Europameisterin – Cross Country (XCO) - – Cross Country (XCO) 2012 - Vizeweltmeisterin – Cross Country (XCO) - Vizeweltmeisterin – Marathon (XCM) - Europameisterin – Cross Country (XCO) | 2013 - Weltmeisterin – Marathon (XCM) - – Cross Country (XCO) 2014 - – Cross Country (XCO) 2015 - Weltmeisterin – Marathon (XCM) - – Cross Country (XCO) 2017 - Weltmeisterschaften – Marathon (XCM) - Europameisterschaften – Cross Country (XCO) - – Cross Country (XCO) 2018 - Europameisterin – Marathon (XCM) - Weltmeisterschaften – Marathon (XCM) - – Cross Country (XCO) |

## Teams
- 2000 Sponsorenservice
- 2001 Sponsorenservice
- 2002 Team Sponsor Service
- 2003 Ausra Gruodis Safi
- 2004–2008 Safi-Pasta Zara-Manhattan
- 2008–2018 Multivan Merida Biking Team (MTB)